# Nostra Signora del Rosario di San Nicolás

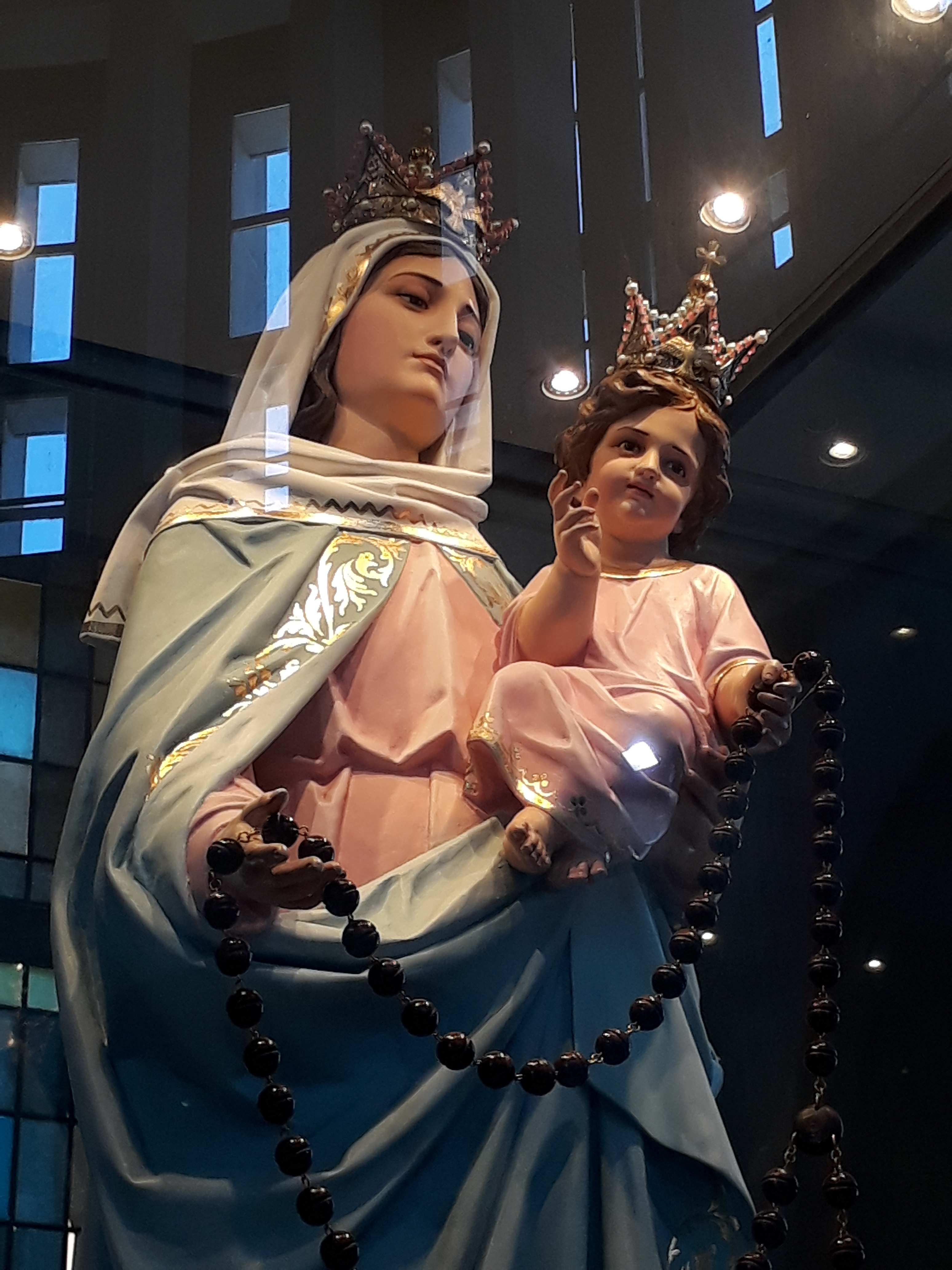
Nostra Signora del Rosario di San Nicolás

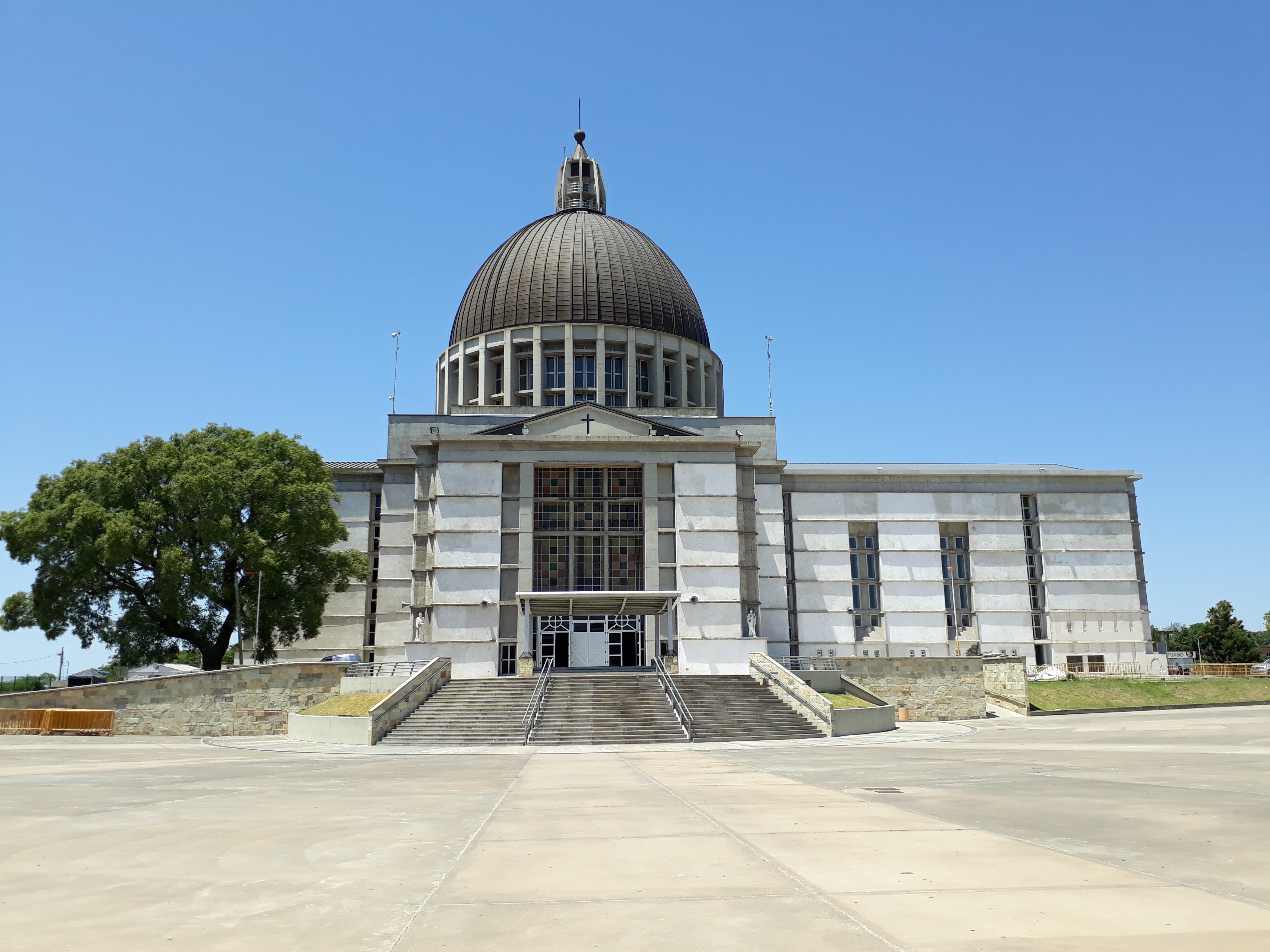
Santuario di Nostra Signora del Rosario, San Nicolás de los Arroyos, in Argentina

Nostra Signora del Rosario di San Nicolás è l'appellativo con cui i cattolici venerano la Vergine Maria, in seguito alle apparizioni che avrebbe avuto Gladys Quiroga de Motta nel 1983 a San Nicolás de los Arroyos, in Argentina.
Le apparizioni sono state riconosciute ufficialmente dal vescovo di San Nicolás, monsignor Héctor Cardelli, il 22 maggio 2016.

## La storia delle apparizioni
Il 25 settembre 1983, a San Nicolás de los Arroyos (San Nicola dei ruscelli), località argentina presso Buenos Aires, Gladys Herminia Quiroga de Motta, una casalinga nata nel 1937, sposata e madre di due figli, avrebbe avuto la prima di una serie di apparizioni mariane.
La Madonna, con in braccio il Bambino Gesù, sarebbe apparsa con le sembianze simili a quelle riprodotte in una statua lignea conservata nella locale cattedrale, dove si trovava in un ripostiglio del campanile: sarebbe stata la Vergine stessa a indicare a Gladys il luogo dove si trovava la statua.
Le presunte apparizioni furono inizialmente mute, poi la Madonna cominciò a comunicare messaggi, sia privati che destinati al pubblico, che divennero quotidiani. Tali messaggi durarono fino all'11 febbraio 1990: ne sono stati divulgati 1887, e hanno come argomento la pace, la riconciliazione, la penitenza, la preghiera e in particolare la recita del Rosario. Il tema centrale è la volontà di Dio di rinnovare l'alleanza con il suo popolo per mezzo di Maria, la nuova Arca dell'Alleanza.
Dal 15 novembre 1983 la veggente avrebbe avuto anche 78 apparizioni di Gesù. A partire da venerdì 16 novembre 1984, Gladys disse di provare alcune sofferenze legate alla Passione di Gesù. Il 4 giugno 1991, a seguito delle indicazioni che Gladys dice di aver avuto in sogno, venne scoperta una sorgente d'acqua, utilizzata in seguito come a Lourdes per farvi immergere i fedeli in cerca di guarigioni.
A San Nicolás in questi anni si sono verificate numerose guarigioni inspiegabili, con una particolare caratteristica: in alcuni casi la conversione tocca il nucleo familiare e gli amici di chi riceve la grazia. Inoltre Gladys è una stigmatizzata, con sanguinamenti che si ripetono tutti i venerdì dell'anno, in modo più marcato nei venerdì di Quaresima.

## Il riconoscimento da parte della Chiesa cattolica
Dopo che il vescovo di San Nicolás, monsignor Domingo Salvador Castagna, aveva fatto edificare il santuario chiesto dalla Vergine, consacrandolo il 25 ottobre 1988, concedendo la libertà di culto e autorizzando la stampa e la diffusione dei messaggi, dichiarati conformi alla fede cattolica, il 22 maggio 2016 il suo successore, monsignor Héctor Cardelli, ha confermato il carattere soprannaturale degli “eventi mariani” accaduti a partire dal 25 settembre 1983, affermando: